# Всесвітня виставка 1889

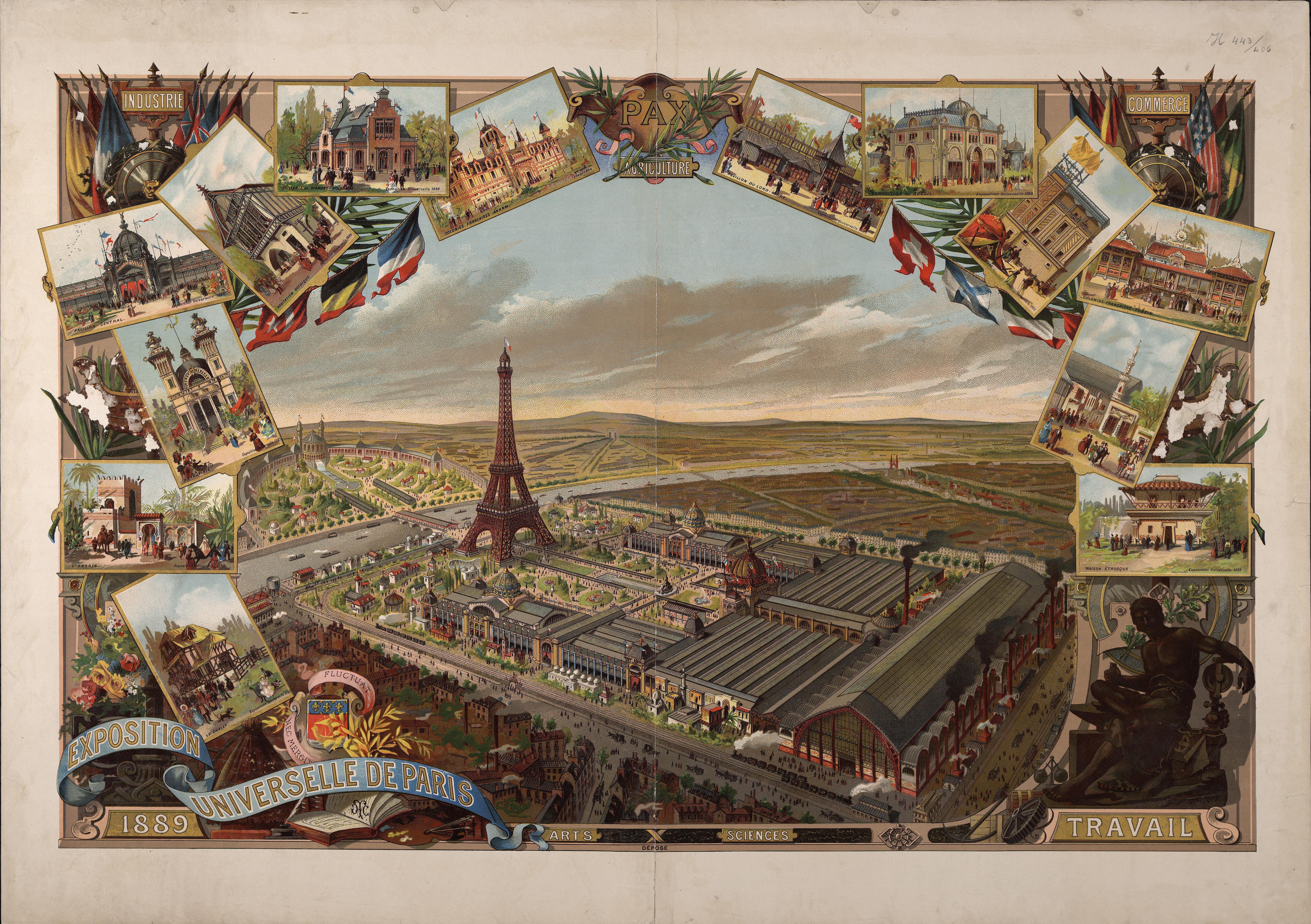
Загальний вигляд експозиції

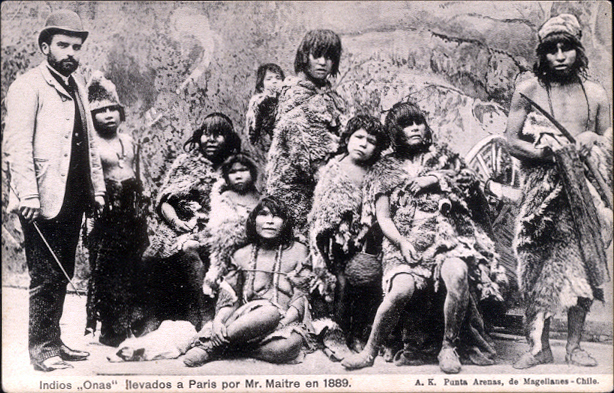
Уродженці Вогняної Землі (Аргентинська Патагонія), привезені до Парижа бельгійським китобійним підприємцем Морісом Метром для виставки.

Всесвітня виставка 1889 (фр. Exposition Universelle de 1889 фр. вимова: [ɛkspozisjɔ̃ ynivɛʁsɛl]) — всесвітня виставка, проходила в Парижі (Франція) з 6 травня по 31 жовтня 1889.

## Історія
Виставка відбулася у рік 100-річчя штурму Бастилії — події, яка традиційно вважається символом початку Французької революції. На виставці була представлена реконструкція Бастилії і її околиць, внутрішній двір якої був покритий синьою стелею, прикрашеною геральдичною лілією, і використовувався як приміщення для балу і місця збору.
Зайняла територію загальною площею 0,96 км², у тому числі Марсове поле, Трокадеро, набережну д'Орсе, частину Сени і еспланаду Дому Інвалідів. Транспортом навколо виставки частково послужила декавілевська залізниця, яка прийняла 6 342 446 відвідувачів за шість місяців роботи.

## Споруди

Аерофотографія виставки, у центрі — вхідна арка, відома як Ейфелева вежа

Головним символом виставки була Ейфелева вежа, спорудження якої було завершено в 1889 році і яка слугувала вхідною аркою на виставку. Вежа була побудована з пудлінгового заліза (різновида очищеного кованого заліза) і була розроблена Густавом Ейфелем. Сама виставка була організована на Марсовому полі в Парижі, яке вже було місцем Всесвітньої виставки 1867 року і також стало місцем виставки 1900 року.
Під час виставки ще незавершена Ейфелева вежа була вперше відкрита для відвідувачів. Учасники виставки отримали можливість піднятися на другий поверх. Робітники працювали всю ніч до відкриття виставки, щоб завершити необхідні роботи. Говорячи про робітників, М. Саллес (зять Ейфеля) зробив заяву про те, що «ні один солдат на полі бою не заслуговує кращої згадки, ніж ці скромні трудівники, які ніколи не ввійдуть в історію». Підніматися вище другого поверху було дозволено тільки технічному персоналу.
Не менш важливою спорудою, побудованою для виставки, була галерея машин, створена за проектом архітектора Фердінанда Дютера та інженера Віктора Контаміна. Вона була повторно використана на виставці 1900 року, а потім знищена у 1910 році. 111-метрова галерея (або «машинний зал») охопила найдовший внутрішній простір у світі в той час, з використанням системи навісних арок, виготовлених зі сталі або заліза. Вибір будівельних матеріалів є спірним; за проектом будівля повинна була бути зі сталі, але насправді була побудована із заліза.

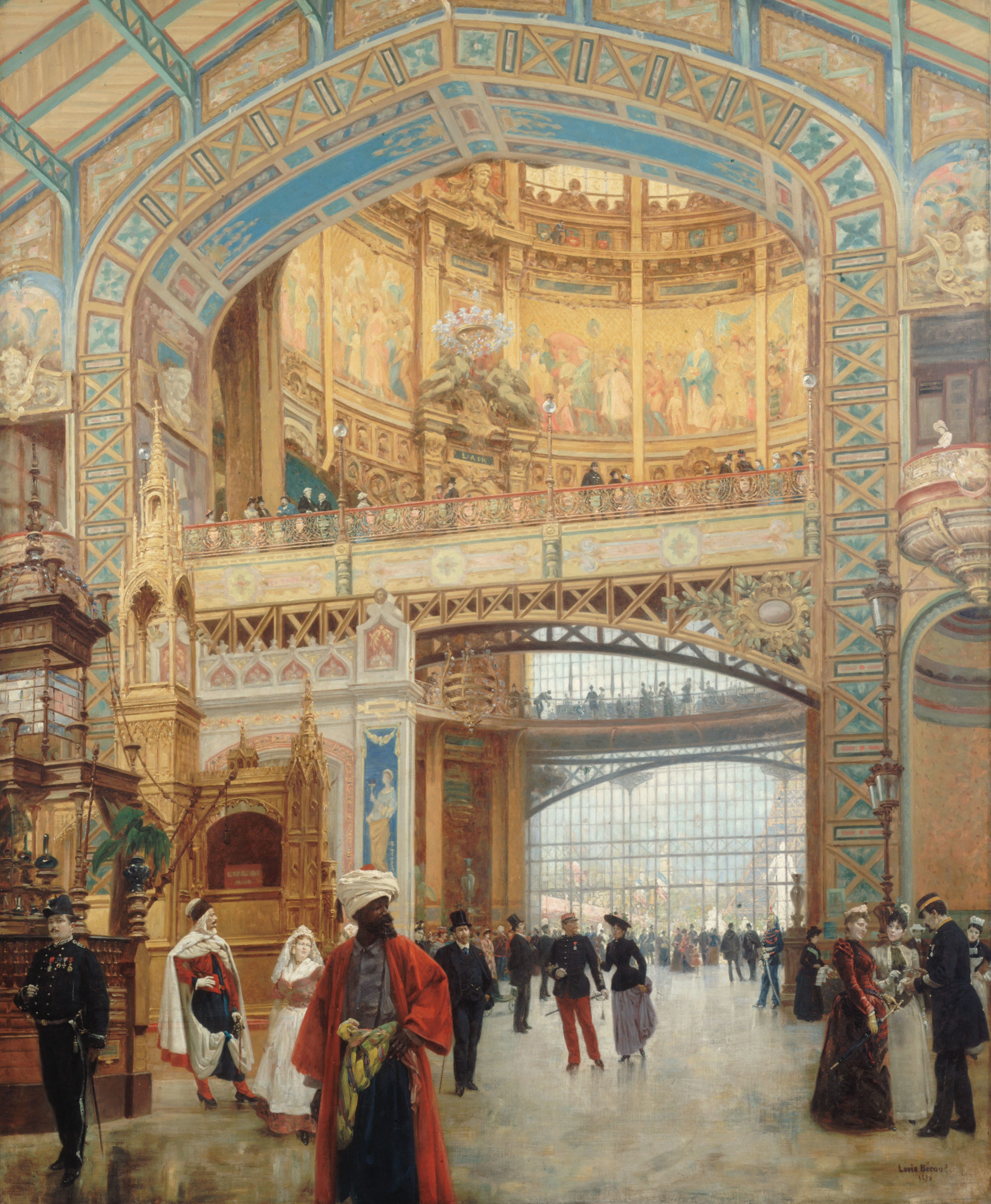
Центральний купол галереї машин

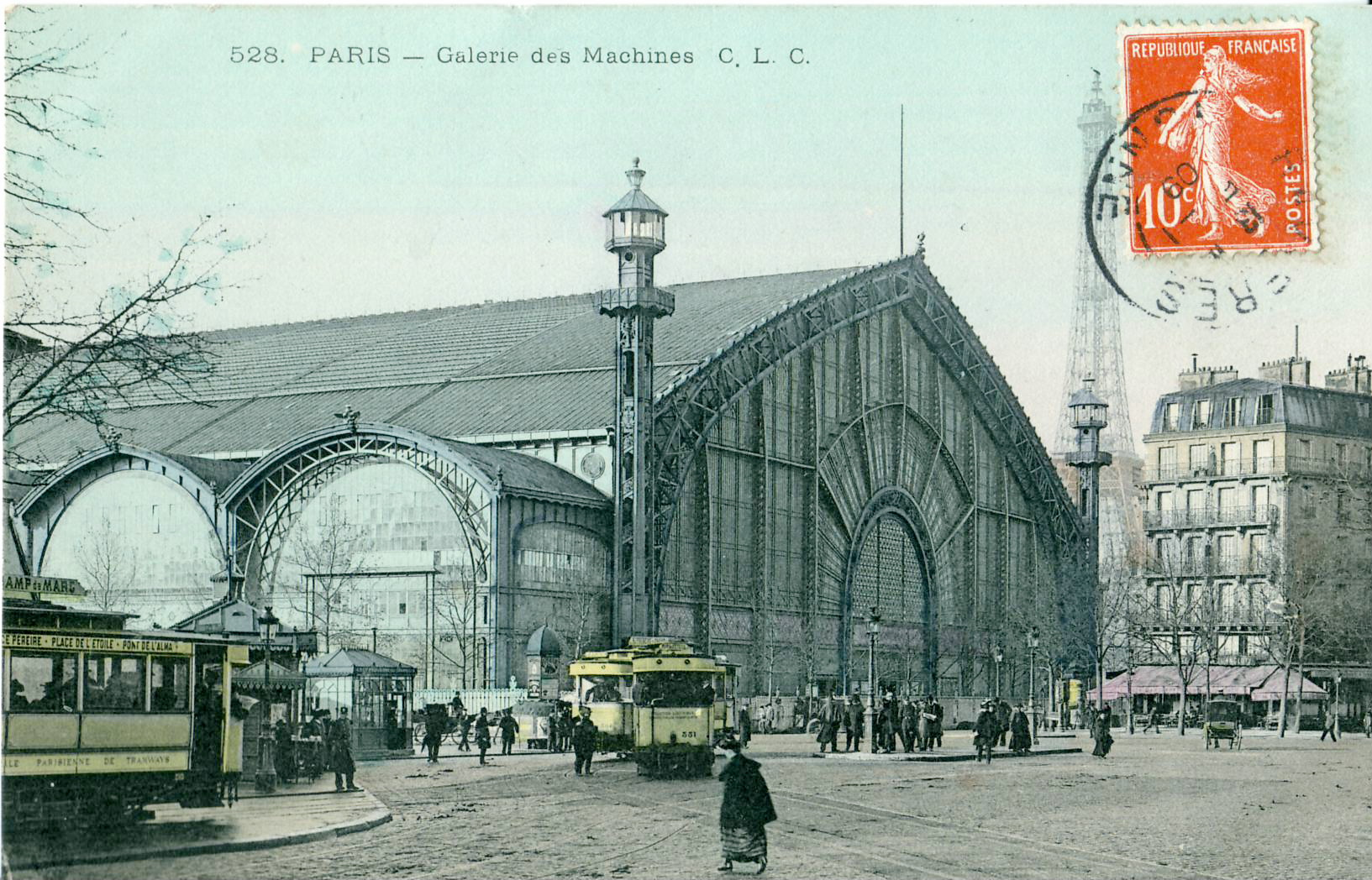
Трамваї зупиняються перед галереєю машин

У десятому томі «Досліджень з історії будівельної інженерії» є стаття Джона Стемпера «Галерея машин на Паризькій всесвітній виставці 1889 року». У ній Стемпер стверджує:
|  | Основним матеріалом конструкції споруди повинна була бути сталь, але на останній хвилині було вирішено використовувати залізо. У істориків архітектури щодо цього існує велика плутанина: більшість з них вважають, що споруда побудована із сталі, оскільки так писали журналісти до відкриття виставки. Вільям Уотсон — американський інженер, який написав докладну доповідь про виставку після її закриття — заявив, що ідея використовувати сталь була залишена через «коштовність і необхідність прискорити виконання робіт». Ціна заліза у 1889 році була на третину нижча за ціну на сталь. |

Існує докладний ілюстрований опис двох споруд виставки в британському журналі Engineering від 3 травня 1889 року. У подальшому матеріалі у випуску від 14 червня зроблено таке підсумовування:
|          | …виставка буде відомою чотирма відмітними рисами. У першу чергу, своїми спорудами, особливо Ейфелевою вежею і машинним залом; по-друге, своєю колоніальною виставкою, яка вперше яскраво відзначає для французів, що вони є господарями земель за морем; по-третє, її будуть пам’ятати через велику колекцію військових матеріалів — на жаль, найбільш захоплюючу тему у наш час для урядів, якщо не для людей; і по-четверте, її будуть пам’ятати, з поважної причини багатьма, завдяки тій дивній манері, у якій представлені країни Південної Америки. |
| — c. 677 | |

У випуску Engineering від 28 червня згадано велику модель Землі, створену Теодором Віллардом і Чарльзом Котаром. У випусках Engineering також зазначено, що того літа в Парижі були несезонні грози, які пошкодили навіси та оформлення виставки.

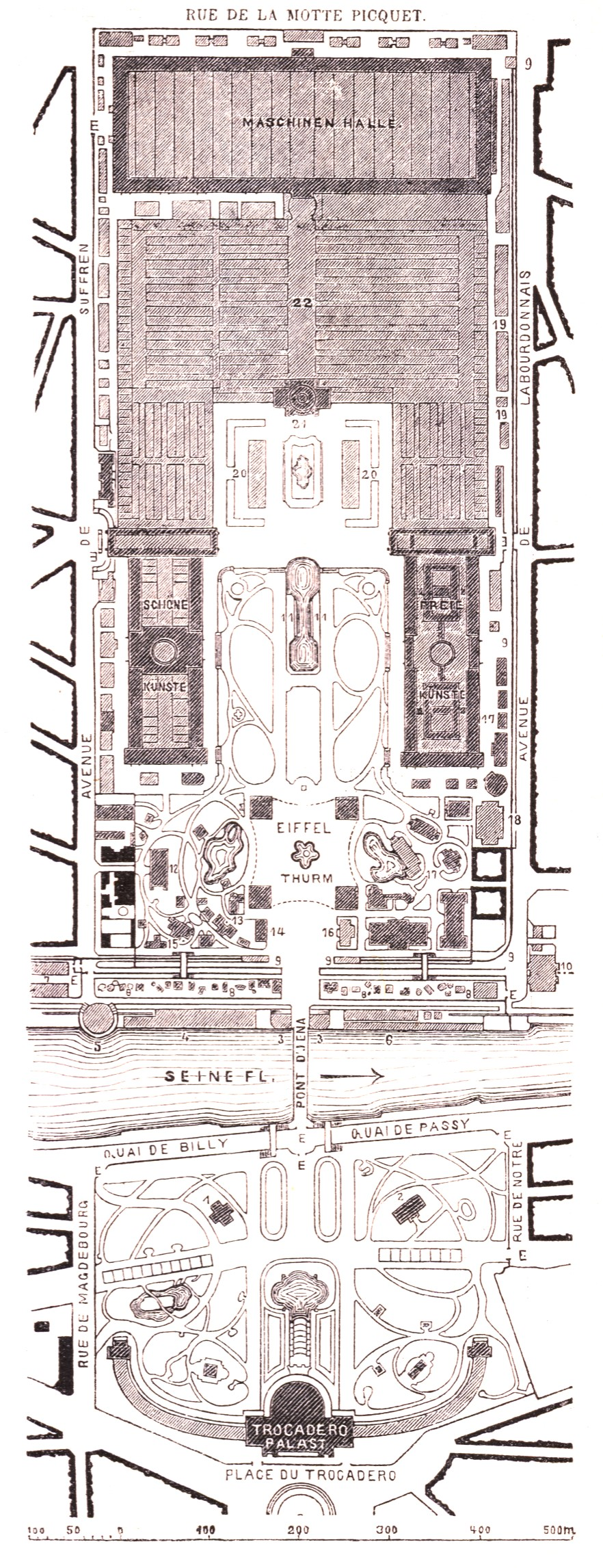
Схема виставки

На виставці була також представлена будівля паризького архітектора Пьєра-Анрі Піка. Це була складна споруда із заліза і скла, прикрашена керамічною плиткою у візантійсько-єгипетсько-романському стилі. Після виставки споруда була відправлена у Фор-де-Франс і зібрана там; робота була завершена у 1893 році. У ній була створена бібліотека, названа на честь Віктора Шельшера — людини, яка очолила рух за скасування рабства на Мартиніці. Спочатку бібліотека Шельшера містила 10 тисяч книг, які Віктор Шельшер пожертвував острову. Сьогодні тут знаходиться понад 250 тисяч книг і етнографічний музей.

## Розваги
«Село негрів», де були виставлені 400 людей, стали головною визначною пам'яткою.
14 травня 1889 Опера-Комік представила роботу, присвячену виставці: оперу «Есклармонда» Жуля Массне, яка залучала та розважала натовпи відвідувачів протягом більш ніж 50 вечорів, поки тривала виставка.
Центром уваги у французькій секції був імператорський алмаз — на той час найбільший діамант у світі.

## Статистика
- Витрати: 41 500 000 франків
- Виручка: 49 500 000 франків
- Відвідувачей: 32 250 297
- Учасників: понад 61 722, з яких 55 % були французами